# Ourapteryx peermaadiata
Ourapteryx peermaadiata är en fjärilsart som beskrevs av Thierry-mieg 1903. Ourapteryx peermaadiata ingår i släktet Ourapteryx och familjen mätare. Inga underarter finns listade i Catalogue of Life.